# 1117
Évszázadok: 11. század – 12. század – 13. század
Évtizedek: 1060-as évek – 1070-es évek – 1080-as évek – 1090-es évek – 1100-as évek – 1110-es évek – 1120-as évek – 1130-as évek – 1140-es évek – 1150-es évek – 1160-as évek
Évek: 1112 – 1113 – 1114 – 1115 –  1116 – 1117 – 1118 – 1119 – 1120 – 1121 – 1122

## Események
- II. Borivoj követi a trónfosztott I. Vladiszlávot a cseh trónon.
- I. Balduin jeruzsálemi király serege lerombolja Pelusiumot.
- Harcok II. István és a Velencei Köztársaság között.

## Halálozások
- április 16. – Szent Magnus (kivégzik)
- Laoni Anzelm
- Leiningen Emich